# 1905 (téléfilm)
Pour les articles homonymes, voir 1905 (homonymie).
Pour plus de détails, voir Fiche technique et Distribution.
1905 est un téléfilm français réalisé par  réalisé en 2005. Il dure 105 minutes.

## Synopsis
À l'aube du XXe siècle, dans une France divisée entre catholiques et républicains, Marie, jeune institutrice républicaine et croyante, reprend l'école publique de son village en Haute-Vienne. Dès sa prise de fonction, elle s'oppose avec virulence au traditionalisme de son grand-père et de l'abbé Courtois. Elle tente aussi, mais en vain, de soustraire son frère à l'extrémisme religieux. Lors d'une rixe, Marie retrouve Julien, son amour d'enfance, devenu un brillant militant républicain. Après leur mariage, elle le suit à Limoges. Mais Julien, impliqué dans le scandale du « fichage » des cadres de l'armée, voit sa carrière politique brisée. Ce n'est que grâce au vote de la loi de 1905, instaurant une séparation claire entre l'Église et l'État, que les esprits s'apaisent.

## Fiche technique
- Réalisateur : Henri Helman, assisté de Rodolphe Tissot
- Scénario : Didier Lacoste et Pauline Rocafull
- Musique : Anne-Olga de Pass
- Date de sortie : 12 décembre 2005 sur France 2

## Distribution
- Sophie Quinton (VQ : Nathalie Coupal) : Marie Dutilleul
- Sagamore Stévenin (VQ : Gilbert Lachance) : Julien Peyrac
- Xavier Gallais (VQ : Martin Watier) : Pierre Dutilleul
- Charles Schneider (VQ : Joël Legendre) : Bertrand Dutilleul
- Catherine Davenier (VQ : elle-même) : Madelaine Dutilleul
- Michel Duchaussoy (VQ : Yves Massicotte) : Jean-Baptiste Dutilleul
- Pascal Elso (VQ : Pascal Elso) : l'abbé Courtois
- Philippe Reilhac (VQ : Yves Corbeil) : le père Alexandre
- Simon Morant (VQ : Alain Zouvi) : François Delamare
- Gabriel Boucheron (VQ : François Sasseville) : le mystérieux homme barbu

## Production

### Lieux de tournage
Le téléfilm a été tourné en Haute-Vienne, essentiellement à Montrol-Sénard , et dans le vieux quartier de La Cité à Limoges (on aperçoit à deux reprises le pont Saint-Étienne, et également l'entrée de la Cité des Métiers et des Arts).